# Magazyn Przemysłu Rybnego
Magazyn Przemysłu Rybnego – dwumiesięcznik ukazujący się w Gdyni.
Czasopismo powstało w 1997 roku, pierwotnie jako kwartalnik dla przetwórstwa rybnego. W okresie 1997–1998 czasopismo wydawała firma Usługi Komputerowe Tekst, a później MPR Sp. z o.o. Od 2001 r. wydawcą czasopisma jest Wydawnictwo MPR Sp. z o.o. z siedzibą w Gdyni. Magazyn Przemysłu Rybnego jest jednym z ważniejszych czasopism dla sektora rybnego w Polsce. 
Redaktorem naczelnym czasopisma jest od początku wydawania Tomasz Kulikowski. Funkcję zastępcy redaktora naczelnego pełni Tomasz Kowalczyk. 
Czasopismo koncentruje się głównie na tematyce ekonomiki przemysłu rybnego, technologii przetwórstwa ryb, akwakultury i rybołówstwa. Sprzedawane jest w prenumeracie wysyłkowej. Utrzymuje się głównie z reklam firm technologicznych i przetwórczych.

## Wydarzenia i inicjatywy
Magazyn Przemysłu Rybnego był dwukrotnie laureautem konkursów Urzędu Komitetu Integracji Europejskiej (UKIE) dla mediów.
Z inicjatywy Magazynu Przemysłu Rybnego założone zostało Stowarzyszenie Rozwoju Rynku Rybnego w Gdyni. Czasopismo jest patronem prasowym targów branżowych Polfish w Gdańsku.

## Dodatki
Comiesięcznie publikowany jest dodatek płatny Rynek Rybny.
W ramach biblioteczki Magazynu Przemysłu Rybnego ukazały się m.in. Słownik nazw ryb i owoców morza oraz Przemysł Rybny 2007/2008.